# Thomas Nørret
Thomas Nørret (Kolding, 17 februari 1974) is een professioneel golfer uit Denemarken.

## Carrière
Nørret werd in 1999 professional. Dat jaar werd hij nummer 25 op de Europese Challenge Tour. Vanaf 2010 speelde hij op de Europese Tour.

## Gewonnen
Challenge Tour
- 2002: Volvo Finnish Open op de Espoo Golf Club met een score van -15

## Baanrecord
- 2010: ronde van 62 tijdens het Marokkaans Open